# Stefan Balaban
Stefan Balaban, romunski general, * 1890, † 1962.